# Vladimir Balić
Vladimir Balić (Vinkovci, 29. rujna 1970.), bivši hrvatski nogometaš. Igrao je na poziciji vratara.

## Klupska karijera
Vladimir Balić rodio se u Vinkovcima, ali je od rođenja živio u Nuštru gdje je proveo djetinjstvo i počeo nogometnu karijeru, zatim je otišao u Otok, te poslije odlazi u Vukovar gdje je počeo igrati za HNK Vukovar '91. Kao vratar Vukovara '91 provodi prvoligašku sezonu 1999./2000., no Vukovar '91 ispada iz lige.  

### NK Osijek
Dobrim obranama u Vukovaru '91 (pročuo se i obranom jedanaesterca Hajdukovom igraču Musi) uspijeva zainteresirati NK Osijek gdje odlazi 2000. godine, te je nastavio braniti u prvoj hrvatskoj nogometnoj ligi. Narednu sezonu između vratnica je započeo Domagoj Malovan, no, do kraja rujna Balić se uspijeva probiti do klupske jedinice. Osijek je tada predvođen igračima poput Ergovića, Turkovića, Neretljaka i Bjelice bio jesenski prvak države, a u Kupu UEFA došao do 3. kola gdje ga izbacuje praška Sparta. U 2. kolu protiv Rapida u Beču Balić se iskazao u 78 minuti susreta obranom jedanaesterca poznatom crnogorskom igraču Dejanu Savićeviću.

### NK Zadar
Sljedeću sezonu u 1. HNL igra u Zadru gdje pored Tomislava Rogića bilježi tek 4 nastupa. Nakon toga, uslijedio je prelazak u redove splitskoga Hajduka. 

### HNK Hajduk
Prvu sezonu bio je rezerva reprezentativcu Pletikosi, nastupivši samo jednom pred sam kraj sezone. Na ljeto je Pletikosa napustio klub, a prigodu na vratima kluba prvo je dobio Zlatko Runje koji je izdržao do 3. kola, kada ispred Balića šansu dobiva Hrvoje Sunara. Runje se ubrzo vraća na gol, pa ga jednom mijenja mladi Sunara dok je Balić cijelo to vrijeme postrance. Sve do 6. prosinca i derbija sa zagrebačkim Dinamom na Poljudu (3:1). Nakon toga 33-godišnji Balić brani sve utakmice proljetnog dijela prvenstva kojeg Hajduk završava kao prvak.
Nagodinu započinje kao prvi vratar, ali ga nakon 2 utakmice mijenja Tvrtko Kale. Balić se potom vratio zadnje 4 utakmice što je bilo dovoljno da za sezonu 2004./05. osvoji nagradu Torcide, Hajdučko srce (iako su tome više zaslužne izjave u medijima[nedostaje izvor]). Naredne godine opet je na klupi, prvo kao zamjena Kali, a potom povratniku Pletikosi. Međutim, sljedeću 2006./07. sezonu započinje i završava kao prvi vratar kluba. Pritom se istaknuo kao jedan od boljih vratara lige i jedino što mu je većina tada zamjerala su godine. U par navrata, posebice tijekom derbija na Maksimiru, spašavao je splitski klub od teških poraza a Hajdukova TV-emisija Bili kutak proglasila ga je igračem sezone. Na ljeto se klub, ipak, odlučio na kupnju mladog vratara Međimurja Vjekoslava Tomića, no, nakon odrađenih priprema za nadolazeću sezonu trener Pudar je istaknuo Balića kao prvog vratara momčadi. Kasnije te sezone, za vrijeme Krešića te Jarnoga Balić brani tek u kupu, dok mlađi Tomić preuzima primat među vratnicama. Na polusezoni je Tomić otpisan, prvim vratarom postaje mladi Miro Varvodić, a Balić završava kao treći vratar kluba. No, još je jednom došao do svog mjesta među prvih 11, te na kraju sezone produžio ugovor na još jednu godinu. Od te se sezone, inače, oprostio crvenim kartonom na derbiju sa zagrebačkim Dinamom kada je preburno reagirao na Mikićev prekršaj te se ni kriv ni dužan počeo obračunavati sa svim igračima iz Zagreba. 
Narednu sezonu po prvi je puta nakon 6 godina otpisan od trenera, te napušta momčad i završava igračku karijeru.
Trenutačno je trener vratara u Hajdukovoj omladinskoj školi.

## Zanimljivosti
- U Nuštru, gdje je proveo djetinjstvo, kao dječak postao je žestoki navijač splitskih "bijelih",[1] te je kasnije kao vratar Hajduka sa sobom nosio transparent Torcida Nuštar i onda ga davao ponekom navijaču neka ga razapne u gledalištu.[3]